# Verlorenes Wasser

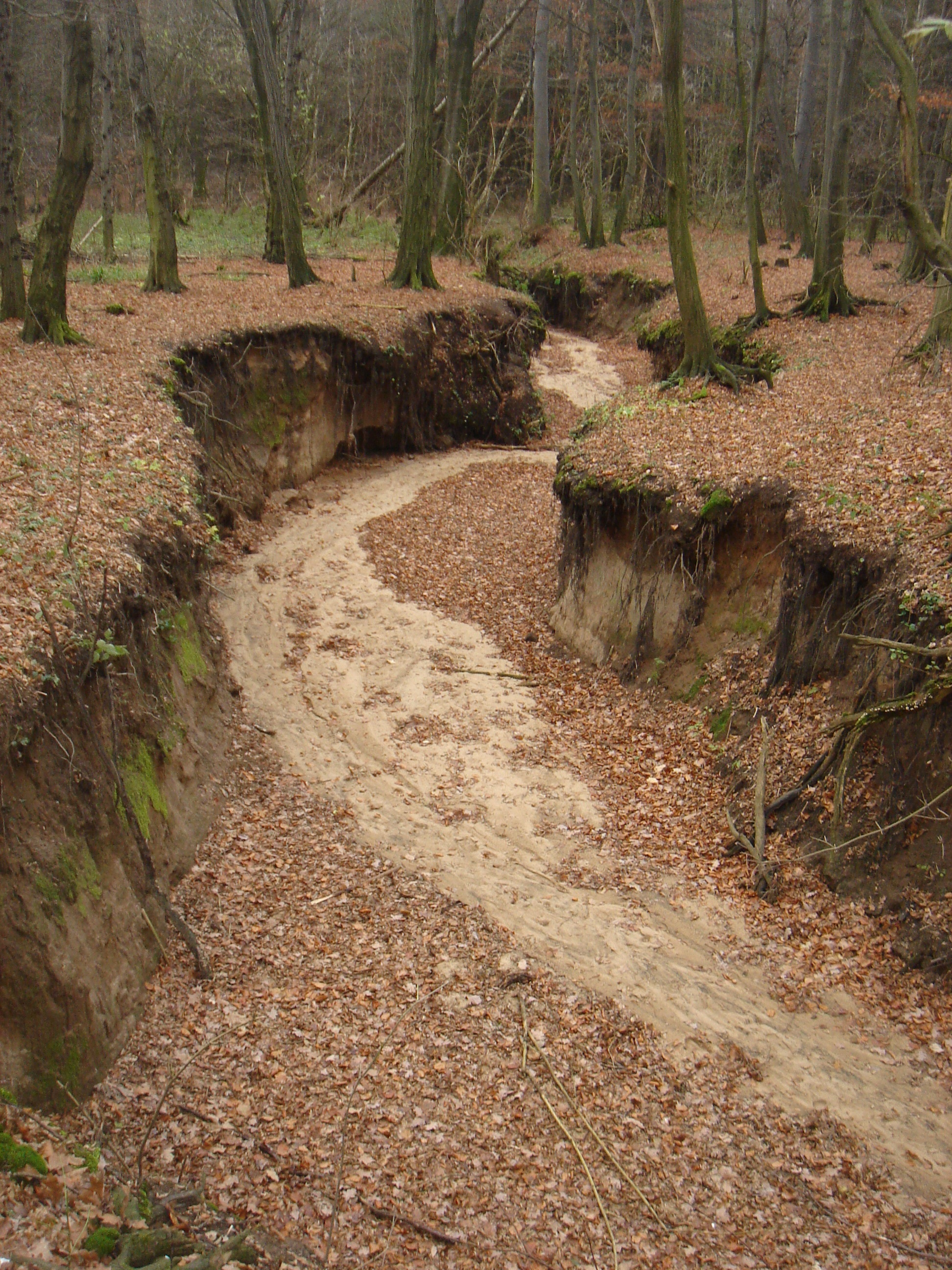
Das Verlorene Wasser aus dem Boxdorfer Grund hat südwestlich der Baumwiese eine bis zu drei Meter tiefe und mehrere 100 Meter lange Erosionsrinne in den Heidesand eingeschnitten, dringt jedoch nur während starken Regens in diesen Bereich vor

Als Verlorenes Wasser werden, zum Teil als Eigenname, aber auch als umgangssprachlicher Sammelbegriff, mehrere Bäche am rechten Rand des Elbtalkessels in Sachsen bezeichnet, die oft schon nach wenigen 100 Metern ihres Verlaufs wieder versickern. In der Hydrogeologie wird dieser Prozess Influenz genannt.

## Verbreitung
Verlorene Wasser gibt es in Dresden, Radebeul und Coswig. Sie sind auf einem etwa 20 Kilometer langen Abschnitt der nördlichen Umrandung des Elbtalkessels anzutreffen, der sich von der Dresdner Heide über den Heller bis zur Lößnitz und darüber hinaus weiter in den Friedewald zieht. Die Fließrichtung dieser kurzen Gewässer verläuft in der Regel im rechten Winkel zu den Hängen des Elbtals, also gehäuft von Nord nach Süd. Sie streben der Elbe oder der Prießnitz zu, versickern aber vorher. Dieser Vorgang ist insgesamt für Mitteldeutschland sehr untypisch. Aus ähnlichen Gründen tragen aber auch Bäche im Fläming und im Harz den Namen Verlorenes Wasser.

## Ursachen

### Geologie und Boden
Für die zügige Versickerung gibt es mehrere Gründe. Hauptursache ist die natürliche geologische Beschaffenheit des Gebiets, nämlich der Übergang von einem wasserundurchlässigen zu einem durchlässigen Untergrund. Die Bäche haben ihren Ursprung in den auf der Lausitzer Platte gelegenen, felsigen Hochflächen nördlich Dresdens. Sie entstammen entweder Absteigenden Quellen oder Brunnenüberläufen und Dränungen und beginnen oft in flachen Wiesenmulden. Anschließend arbeiteten sie sich in das hier anliegende Monzonit- oder Granodiorit-Gestein ein und bildeten Kerbtäler, in deren Verlauf die Verlorenen Wasser im Regelfall die Lausitzer Verwerfung queren und auf eine Sandterrasse treffen. Diese entstand während der Elsterkaltzeit und stellt einen Schwemmkegel eines großen Gletscherabflusses nach Süden dar, der im Elbtalkessel einen damals dort befindlichen natürlichen Stausee erreichte und darin fluviatile Sedimente absetzte. Schon bald, nachdem die Bäche den wasserdurchlässigen Sandboden erreicht haben, versickern sie und gehen somit wieder ins Grundwasser über.

### Wassermenge der Bäche
Erheblich wirkt sich hierbei die normalerweise sehr niedrige Wasserführung der Bäche aus. Auch deshalb ist es dem Sandboden möglich, die gesamte Wassermenge permanent aufzunehmen. Größere Bäche wie die Prießnitz oder auch der Lößnitzbach treffen zwar ebenfalls auf die Sandterrasse, führen aber zu viel Wasser, um komplett zu versickern. Deshalb erreichen sie permanent ihren Vorfluter und sind in diesem langen Abschnitt somit die einzigen rechten Nebenflüsse der Elbe.
Allerdings schwankt die Wasserführung der Verlorenen Wasser recht stark. Dies hängt von den Jahreszeiten und kurzfristig besonders von Niederschlägen ab und hat einen Einfluss auf kleine Bäche, die im Bereich der Dresdner Heide der Prießnitz selbst zustreben. Hauptsächlich bei starkem Regen oder Tauwetter können sie vorübergehend ihren nahen Vorfluter erreichen, versickern andernfalls aber ebenso. Dagegen dringen die anderen Verlorenen Wasser nie bis zur Elbe vor, da diese mehrere Kilometer entfernt in der Mitte oder gar nahe der Südwestseite des Elbtalkessels verläuft.

### Frühere Waldnutzungsarten
Das periodische Trockenfallen der Bachläufe mag teils auch durch ehemalige Arten der Waldnutzung bedingt sein, zum Beispiel das Streurechen. Dabei wurden Laub, Zweige und Moos auf dem Waldboden aufgekehrt und eingesammelt, um eine Verwendung als Viehstreu zu finden. Die Entnahme dieser Schicht förderte jedoch die Freilegung des lockeren Sandbodens und verstärkte damit die Versickerung.

## Beispiele

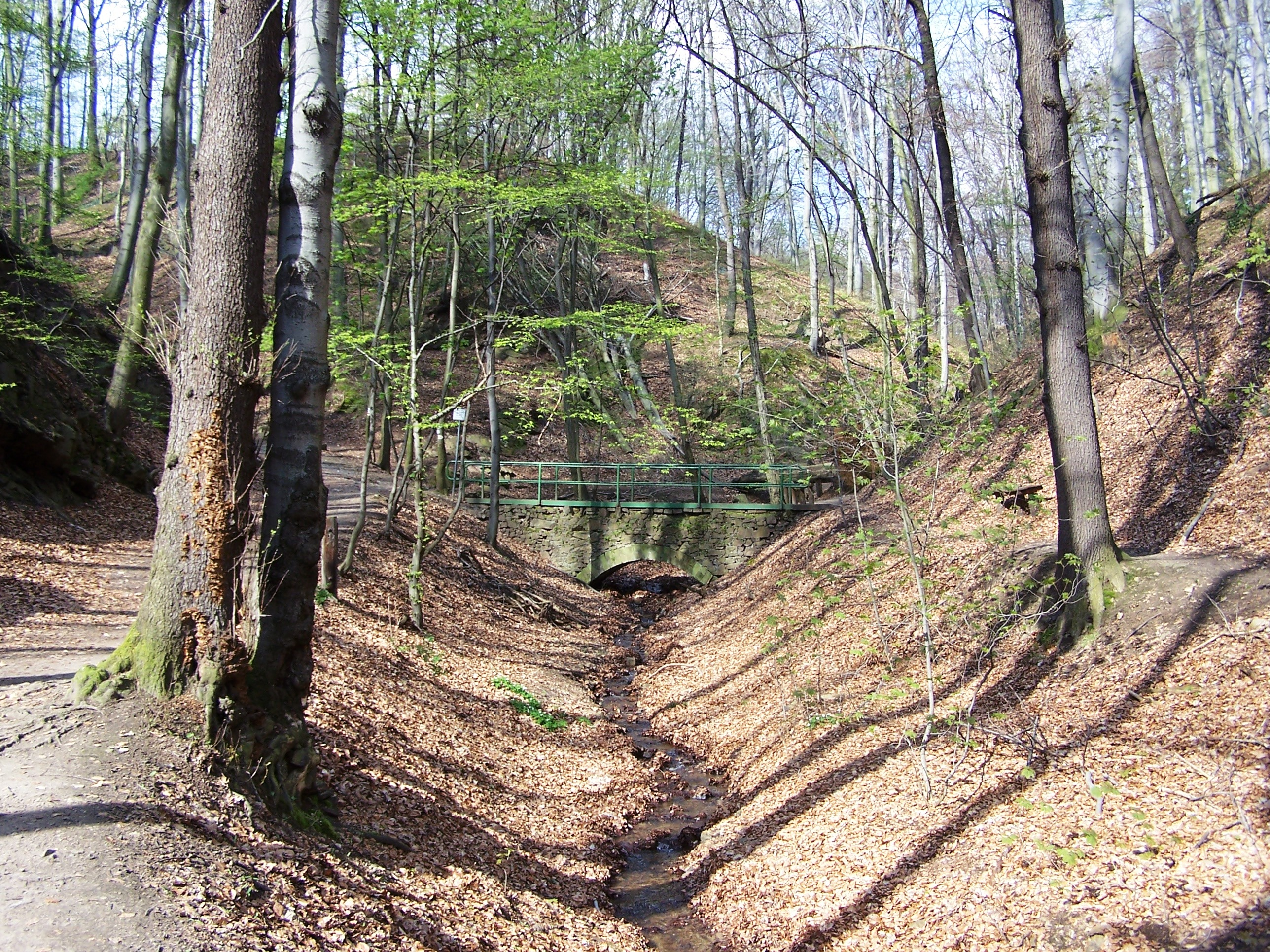
Fiedlergrund mit Fiedlerbach

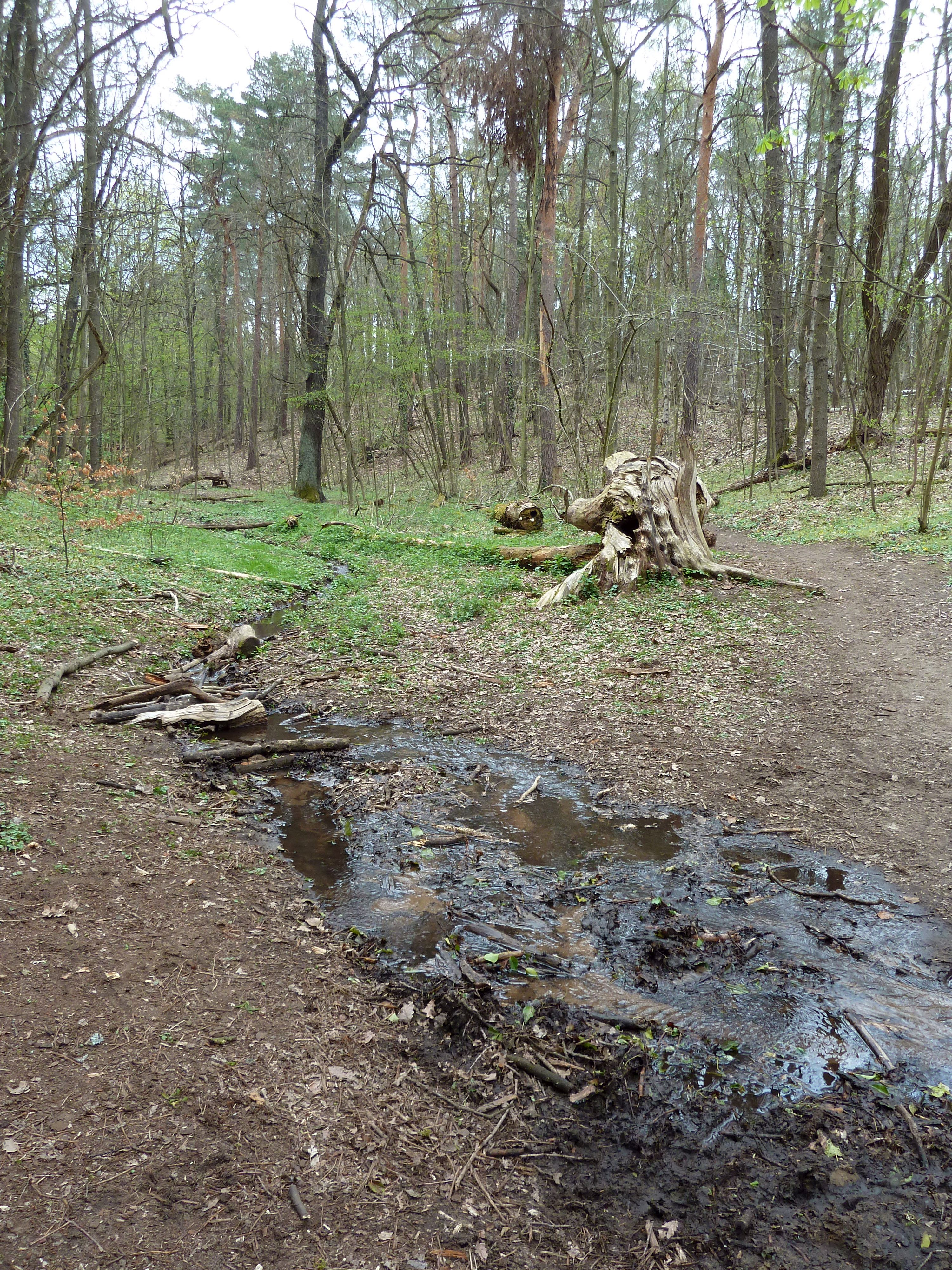
Verlorenes Wasser zwischen Heidefriedhof und Wilschdorf

- Verlorenes Wasser aus dem Jungferngrund, Albertstadt, Dresdner Heide
- Sandschluchtflüsschen, bei Klotzsche, Dresdner Heide (erreicht die Prießnitz zeitweise)
- Kretzschelgrundbäche, bei Klotzsche, Dresdner Heide, (erreichen die Prießnitz zeitweise)
- Klotzscher Dorfbach, Ortskern Altklotzsche, Heller
- Olterbach, bei Rähnitz an der Anschlussstelle Dresden-Hellerau der Bundesautobahn 4, Heller
- Verlorenes Wasser, beim Wilschdorfer Anbau, Junge Heide
- Bach im Boxdorfer Grund, an der Baumwiese, Junge Heide
- Nesselgrund, bei Boxdorf, Junge Heide
- Fiedlerbach, bei Radebeul-Oberlößnitz (im Fiedlergrund), Junge Heide und Lößnitz
- Strakener Quellsystem im Strakengrund, Radebeul-Wahnsdorf und -Oberlößnitz, Lößnitz
- Kroatengrund, Radebeul-Naundorf, Lößnitz
- Rietzschke, Rietzschkegrund, Radebeul-Zitzschewig, Lößnitz
- Pfarrgrund, Coswig, Friedewald